# 邢国墓地
邢国墓地，又称邢侯墓地，位于中国河北省邢台市信都区葛家庄村，2001年2月7日公布为河北省文物保护单位，2006年5月25日公布为第六批全国重点文物保护单位。